# Papillon bleu des Comores
Maillots
Le Papillon bleu (en arabe : نادي الفراشة الزرقاء) est un club comorien de football basé à Moroni, la capitale du pays.

## Palmarès
| Compétitions nationales                       |
| --------------------------------------------- |
| - Coupe des Comores (1) : - Vainqueur : 1992. |